# El Manzano
El Manzano település Spanyolországban, Salamanca tartományban. El Manzano Monleras, Puertas, Iruelos, Ahigal de Villarino, Almendra és Sardón de los Frailes községekkel határos. Lakosainak száma 57 fő (2024).

## Népesség
A település népessége az elmúlt években az alábbi módon változott:
| Lakosok száma | 91   | 105  | 86   | 83   | 71   | 75   | 75   | 68   | 62   | 57   |
|               | 2001 | 2004 | 2007 | 2009 | 2012 | 2014 | 2017 | 2019 | 2022 | 2024 |